# Älskling på vågen (revy)
Älskling på vågen var en revy som Karl Gerhard satte upp 1953 på Cirkus i Göteborg. När revyn sattes upp i Stockholm fick den heta Karl Gerhards vårrevy.
Författare till revyn var, förutom Karl Gerhard själv, Kar de Mumma, Dix Dennie och "Åke" (troligen en signatur). Medverkande på scen Karl Gerhard, Rolf Botvid, Marianne Gyllenhammar, Dagmar Olsson, Katie Rolfsen, Stickan Johansson, Solveig Assgard och Helenne Doret. Kapellmästare var Herbert Steen.
Revyn har sitt namn av kupletten Älskling på vågen. Till de mer kända numren ur revyn hör Ada.